# Rue François-Bloch-Lainé
La rue François-Bloch-Lainé est une voie du 13e arrondissement de Paris, en France.

## Situation et accès
La rue François-Bloch-Lainé est une voie privée située dans le 13e arrondissement de Paris. Elle débute au 49, quai d'Austerlitz et se termine au 60, avenue Pierre-Mendès-France.

## Origine du nom

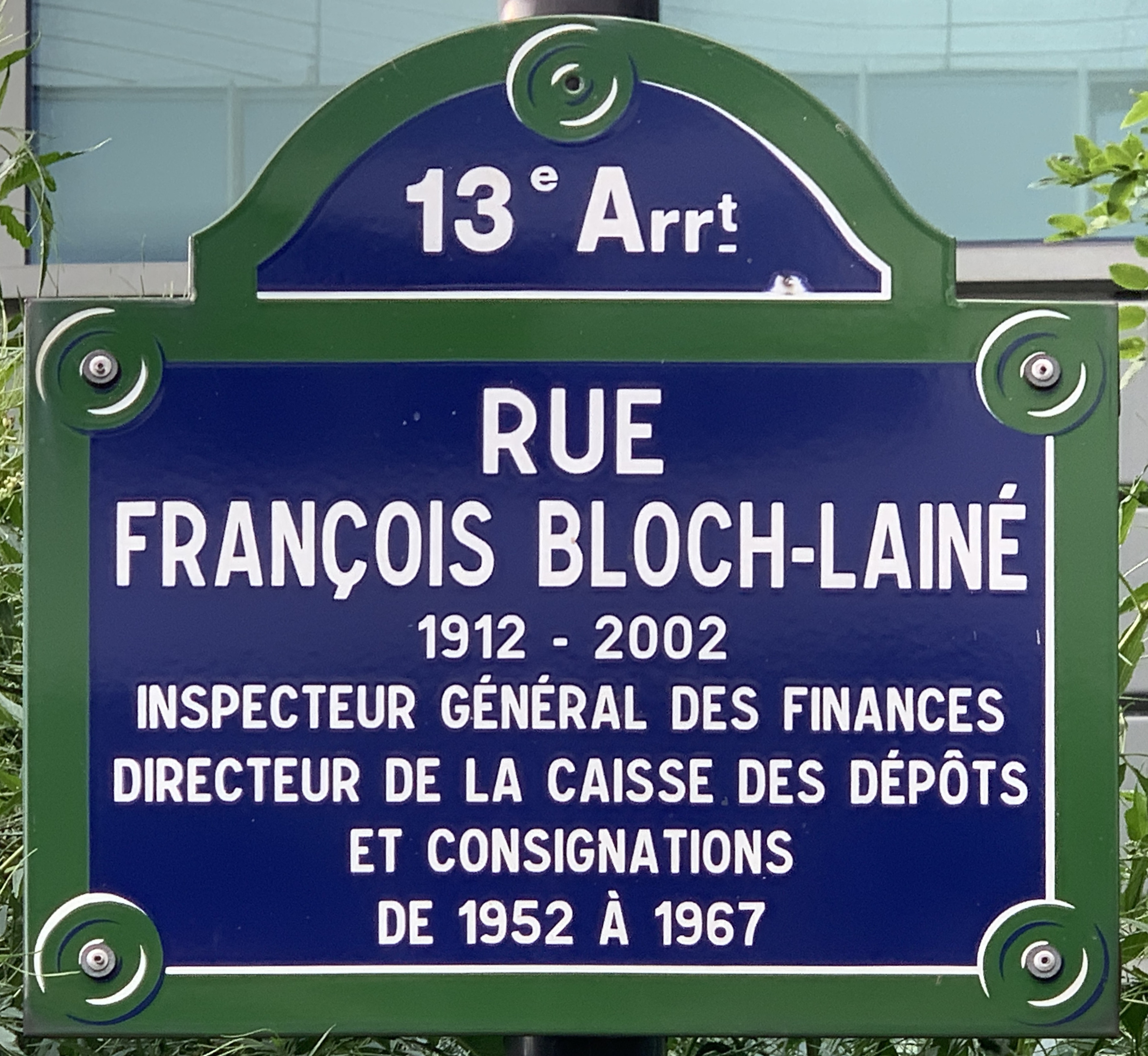
Plaque de la rue.

Elle porte le nom du haut fonctionnaire et militant associatif François Bloch-Lainé (1912-2002) qui fut inspecteur général des finances et directeur de la caisse des dépôts et consignations de 1952 à 1967. 

## Historique
La voie est créée dans le cadre de l'aménagement de la ZAC Paris-Rive-Gauche sous le nom provisoire de « voie EF/13 », et est ouverte à la circulation publique le 30 avril 2004 ; elle prend sa dénomination actuelle le 25 octobre 2005.